# キケロ (小惑星)
キケロ (9446 Cicero) は、小惑星帯の小惑星。エリック・エルストがエルストがヨーロッパ南天天文台（ラ・シヤ）で発見した。
紀元前1世紀、共和政ローマの政治家・文筆家であったマルクス・トゥッリウス・キケロにちなんで名付けられた。